# 木間萌
木間 萌（このま もえ、1月14日 - ）は、日本の女性声優。新潟県出身。81プロデュース所属。

## 略歴
2018年8月29日、世界初の声優によるバスケットボールリーグ「声優Jrバスケ3×3 SJ3.LEAGUE」の発足が決定され、そのチームである「Tweedia」に参加する。
2019年4月1日より81プロデュースに所属。

## 人物
趣味・特技として菓子作り、爪のお手入れ、書道毛筆、ベッドメイクをそれぞれ挙げている。

## 出演
太字はメインキャラクター。

### テレビアニメ
2019年
- 爆丸バトルプラネット（2019年 - 2020年、マギー、自動アナウンス）

2020年
- アルゴナビス from BanG Dream!（街の人、観客）
- かぐや様は告らせたい〜天才たちの恋愛頭脳戦〜（女子生徒）
- デュエル・マスターズ キング（ジェフリー松）

2024年
- BEYBLADE X（客、アマチュアブレーダー）
- 忍たま乱太郎（2024年 - 2025年、町人）

2025年
- グリザイア:ファントムトリガー（子供）
- ざつ旅-That's Journey-（子供）

### 劇場アニメ
- 劇場版 イナズマイレブン 新たなる英雄たちの序章（2024年、円堂ハル[18]）

### OVA
- ストライク・ザ・ブラッド IV（2020年、生徒）

### Webアニメ
- 中卒労働者から始める高校生活（2018年、若葉の母[19]）
- 爆丸アーマードアライアンス（2020年 - 2021年、ファロル[20]、マギー、ファロル×パイラス[21]）
- 爆丸ジオガンライジング（2021年、マギー）
- 爆丸エボリューションズ（2022年 - 2023年、ファロル[22]、ファロル ストレングモード[23]、ファロル スピードモード[24]）
- 爆丸レジェンズ（2023年、ファロル[25]）

### BLCD
- SとN（2022年、名取蒼太）

### ゲーム
- クロスクロニクル（2019年、クラケーナ、ババヤーガ、火鬼）
- ディズニー　ツイステッドワンダーランド（2021年、子供、観客）
- FFBE幻影戦争（街の住人、アルストリアの教え子)
- イナズマイレブン 英雄たちのヴィクトリーロード （2025年、円堂ハル[26]）

### オーディオブック
- 六人の赤ずきんは今夜食べられる（2020年、ザクロずきん[27]）
- ヒイラギエイク（2021年、仁科燕 ほか[28]）
- ほま高登山部ダイアリー（2021年、御傘マリ[29]）
- 人は自分に嘘をつく　ガマンしないで幸せに生きるための7つの法則 （2022年、朗読）
- 八月の母（2023年、朗読）
- ソードアート・オンライン（2024年、朗読）

### 朗読
- 劇団YKJ 朗読会「温故知新」（2019年4月21日・7月28日、bura）[30]
- 第58回81LIVESALON「〜声瞬〜81新ジュニア落語会」（2019年7月13日、夕の部、81LIVE SALON）[31]